# Tarquínio Bráulio de Souza Amaranto
Tarquínio Bráulio de Souza Amaranto (Papary, Rio Grande do Norte, 1829 — Rio de Janeiro, 29 de agosto de 1894) foi um político, jurista e professor brasileiro. Foi deputado provincial do Rio Grande do Norte (1858-1859) e deputado geral no Império do Brasil.
Filho do Tenente Francisco José de Sousa e de Anna de Mello Muniz, era irmão dos juristas católicos Brás Florentino de Souza e José Soriano de Souza. Todos os três irmãos Souza foram Professores de Direito na Faculdade de Direito do Recife e líderes católicos conservadores.

## Formação teórica e acadêmica
Da mesma forma que seu irmão mais velho, Brás Florentino, Tarquínio optou por estudar ciências jurídicas na Faculdade do Recife. Obteve o grau de Bacharel em Direito em 1857. Dois anos depois, em 1859, tornou-se Doutor.
Por Decreto Imperial de 5 de março de 1860, Tarquínio Bráulio de Souza foi nomeado "Lente Substituto" da Faculdade de Direito do Recife, em razão do falecimento do Professor Mendes da Cunha. No dia 31 de março do mesmo ano, tomou posse e passou a ensinar as cadeiras de Direito Civil, e depois a de Direito Natural. Foi possivelmente o primeiro potiguar a ensinar na Faculdade de Direito do Recife.
Em 1871, tornou-se Professor Catedrático de Direito Civil na Faculdade de Direito do Recife — mesma função desempenhada por seu irmão mais velho anos antes.
Segundo tese de Giordano Roberto, Tarquínio foi convidado a atuar como Professor de Direito Civil na Faculdade Livre de Ciências Jurídicas e Sociais do Rio de Janeiro, projeto liderado por Fernando Mendes de Almeida — considerado o embrião da Faculdade Nacional de Direito da Universidade Federal do Rio de Janeiro. No Almanak Laemmert 1902, aparece a presença de seu filho homônimo Tarquínio de Souza como Professor de Direito Público e Constitucional da Faculdade Livre do Rio de Janeiro.
Em razão da Reforma Benjamin Constant dos cursos jurídicos em 1891, Tarquínio foi jubilado e teve sua carreira acadêmica em Recife encerrada.

## Atuação política e jornalística
Entre os anos 1873 a 1889, exerceu a função de Deputado na Assembleia Geral do Império em várias ocasiões. Nesta época, seu irmão Brás de Sousa também participou da Corte Imperial e foi Presidente da província do Maranhão até 1870, quando veio a falecer precocemente.
Em defesa da Igreja Católica, Tarquínio de Souza participou das tentativas de criação de um Partido Católico na fase final do Império, atuando como um dos fundadores da Associação Católica Fluminense em 1874, quando era Deputado Geral.
Era cavaleiro da Imperial Ordem de Cristo, tal como seus irmãos.
Seu neto, Otávio Tarquínio de Sousa, foi Ministro do Tribunal de Contas da União.